# Courtois-sur-Yonne
Courtois-sur-Yonne ist eine französische Gemeinde mit 783 Einwohnern (Stand: 1. Januar 2022) im Département Yonne in der Region Bourgogne-Franche-Comté. Courtois-sur-Yonne gehört zum Arrondissement Sens und zum Kanton Pont-sur-Yonne. Die Einwohner werden Courtoisiens genannt.

## Geographie
Courtois-sur-Yonne liegt etwa drei Kilometer nordnordwestlich des Stadtzentrums von Sens an der Yonne, die die Gemeinde im Osten begrenzt. Umgeben wird Courtois-sur-Yonne von den Nachbargemeinden Villenavotte im Norden, Saint-Denis-lès-Sens im Osten und Nordosten, Saint-Martin-du-Tertre im Süden sowie Nailly im Westen.
Durch die Gemeinde führt die Autoroute A19. 

## Bevölkerungsentwicklung
| Jahr                       | 1881 | 1962 | 1968 | 1975 | 1982 | 1990 | 1999 | 2006 | 2013 |
| Einwohner                  | 174  | 233  | 282  | 357  | 464  | 560  | 553  | 717  | 747  |
| Quellen: Cassini und INSEE |      |      |      |      |      |      |      |      |      |

## Sehenswürdigkeiten

Kirche Saint-Arthème

- Kirche Saint-Arthème